# Антењате
Антењате (итал. Antegnate) је насеље у Италији у округу Бергамо, региону Ломбардија.
Према процени из 2011. у насељу је живело 2915 становника. Насеље се налази на надморској висини од 110 м.

## Становништво
Према резултатима пописа становништва 2011. у општини је живело 3.107 становника.
| 1931. | 1936. | 1951. | 1961. | 1971. | 1981. | 1991. | 2001. | 2011. |
| ----- | ----- | ----- | ----- | ----- | ----- | ----- | ----- | ----- |
| 2.546 | 2.359 | 2.635 | 2.274 | 2.126 | 2.038 | 2.169 | 2.368 | 3.107 |